# Blaine (Kentucky)
Blaine és una població dels Estats Units a l'estat de Kentucky. Segons el cens del 2000 tenia 245 habitants.

## Demografia
Segons el cens del 2000, Blaine tenia 245 habitants, 95 habitatges, i 74 famílies. La densitat de població era de 28,9 habitants/km².
Dels 95 habitatges en un 34,7% hi vivien nens de menys de 18 anys, en un 58,9% hi vivien parelles casades, en un 13,7% dones solteres, i en un 21,1% no eren unitats familiars. En el 20% dels habitatges hi vivien persones soles el 10,5% de les quals corresponia a persones de 65 anys o més que vivien soles. El nombre mitjà de persones vivint en cada habitatge era de 2,58 i el nombre mitjà de persones que vivien en cada família era de 2,89.
Per edats la població es repartia de la següent manera: un 25,3% tenia menys de 18 anys, un 8,2% entre 18 i 24, un 26,9% entre 25 i 44, un 25,7% de 45 a 60 i un 13,9% 65 anys o més.
L'edat mediana era de 33 anys. Per cada 100 dones de 18 o més anys hi havia 96,8 homes.
La renda mediana per habitatge era de 16.250 $ i la renda mediana per família de 24.000 $. Els homes tenien una renda mediana de 26.250 $ mentre que les dones 9.688 $. La renda per capita de la població era de 9.740 $. Entorn del 29,4% de les famílies i el 39% de la població estaven per davall del llindar de pobresa.

## Poblacions més properes
El següent diagrama mostra les poblacions més properes.